# 弓形震波

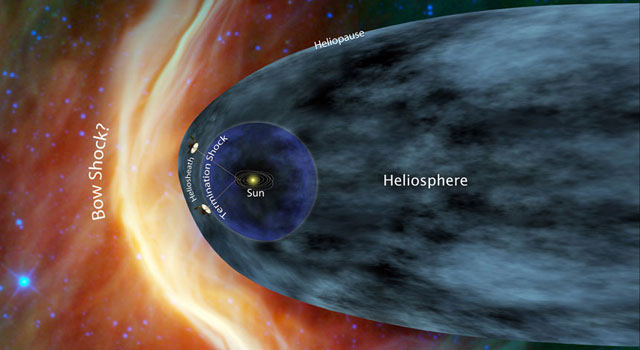
旅行者1号和2号2013年到达的位置。弓形激波是太阳在星际介质中运动引起的。

弓形激波（Bow shock）是太阳风与行星的磁层顶相遇处形成的激波。一个已经被深入研究的例子是太阳风与地球磁场相遇时形成的弓形激波。地球的弓形激波距离地球大约9万公里，厚度大约为100-1000公里
弓形激波的判别条件是此处流体的整体速度从超音速降低到亚音速以下。等离子体的声速为
{\displaystyle c_{s}^{2}=\gamma p/\rho }
其中cs为声速，{\displaystyle \gamma }是等压热容与等容热容之比，p是压强，{\displaystyle \rho }是等离子体的密度。
太阳风中的带电粒子沿着螺旋性的轨迹沿磁力线运动，它们围绕磁力线的运动类似于普通气体当中的热运动，平均热运动的速度近似为声速。在弓形激波处整体速度降低到粒子围绕磁力线的运动速度以下。
人们设想太阳在星际介质中运动时同样会形成弓形激波，这种假设的前提是星际介质相对于太阳的运动速度是超声速的，因为太阳风就在以超声速从太阳表面吹出。在日球顶处星际介质与太阳风的压力达到平衡，太阳风在终端激波处降为亚音速。弓形激波的位置距离太阳大约230天文单位。
赫比-阿罗天体周围也存在弓形激波。由于它们的星风与星际介质的相互作用更为剧烈，它们的弓形激波是可以在可见光波段观测到的。